# Plaza Antelminelli
La Plaza Antelminelli es una plaza de la ciudad toscana de Lucca. Se ubica a continuación de la Plaza San Martín, donde se encuentra la Catedral del mismo nombre. El nombre deriva de las antiguas casas Antelminelli que fueron arrasadas en 1301 para dar paso a la plaza.
En el centro de la plaza existe una zona rodeada de columnas de mármol que se hallan unidas por cadenas, a partir de las cuales se deriva también el nombre de "Plaza de los hierros." Dentro de esta zona se halla una fuente que en 1832 Lorenzo Nottolini diseñado y construyó. La fuente fue construida en mármol y tiene una forma circular. El agua era suministrada originalmente a partir del Acueducto Nittolini, el cual traía el agua desde las montañas cercanas.
- Datos: Q66310606
- Multimedia: Piazza Antelminelli (Lucca) / Q66310606